# Renzo Ricchi
Renzo Ricchi (Nettuno, 12 marzo 1936) è un giornalista, scrittore e poeta italiano.
Ex redattore caposervizio della Rai, ha pubblicato diverse raccolte di poesie e di racconti e un romanzo. Si occupa, inoltre, di critica letteraria per le riviste Nuova antologia e Rivista di studi italiani.

## Biografia
Figlio di un militare Renzo Ricchi nasce a Nettuno ma a soli 3 anni la famiglia si trasferisce a Sabaudia, città appena edificata. L’Agropontino e il Circeo segneranno profondamente, attraverso i colori, la natura e le suggestioni legate al poema omerico, la sensibilità e la poetica dell’autore che a più riprese tornerà a quella terra nei suoi scritti, e soprattutto nel il romanzo “Il paese dell’erica fiorita”, interamente ambientato in quei luoghi.
All’età di vent’anni si trasferisce a Firenze dove inizia la sua carriera di giornalista, collaborando prima con le riviste Il Ponte, Mondo Operaio e Il Mondo (nel periodo in cui fu diretto da Arrigo Benedetti), poi ricoprendo il ruolo di redattore del quotidiano “Avanti!”, inizialmente come corrispondente dalla Toscana, in seguito a Roma. In questi anni si occupa intensamente anche della legislazione delle Regioni a statuto ordinario.
Dal 1974 è portavoce dell’allora Presidente della Giunta Regionale Toscana, Lelio Lagorio, e contemporaneamente caporedattore (per 10 anni) di Città & Regione, rivista di politologia, problemi istituzionali e cultura. Sempre nel 1974 è direttore per dieci anni di Quaderni di teatro, rivista bimestrale di studi teatrali a livello universitario.
Nel 1978 diviene redattore della RAI-Radiotelevisione Italiana per la quale si occupa prevalentemente di argomenti culturali, realizzando tra l’altro una rubrica sull’attività degli Istituti Italiani di Cultura all’estero (DE) e una sulle riviste italiane di letteratura contemporanea (GR3 Cultura).
Per la casa editrice Le Monnier cura e coordina per qualche anno Pianeta Europa una collana di libri sulla Comunità Europea.
Nei primi Anni Settanta escono i suoi primi libri, che da allora si succedono nei vari settori di suo interesse (poesia, testi teatrali, narrativa, saggistica). Numerose le traduzioni all’estero delle sue opere.
A partire dagli Anni Ottanta Ricchi inizia la stesura dei Taccuini contenenti appunti di vita e di lavoro, depositati presso l’Università Cattolica del Sacro Cuore di Milano e oggetto di studio da parte di studenti e ricercatori.

## Fondi
Sono presenti tre fondi dedicati al Ricchi, tutti consultabili dagli studiosi:
- L'archivio generale delle carte letterarie di Renzo Ricchi (poesia, narrativa, saggistica), depositato presso la Biblioteca Marucelliana di Firenze, che detiene anche nove faldoni delle sue carte private;
- Il Fondo Teatrale di Renzo Ricchi depositato presso la Biblioteca Museo Teatrale SIAE di Roma;
- Il Fondo giornalistico (che comprende gli articoli pubblicati su quotidiani e periodici nonché l'inventario di una cospicua parte dei servizi televisivi trasmessi sui vari canali della RAI negli anni in cui ne è stato redattore), depositato e inventariato presso la Fondazione Filippo Turati di Firenze.

## Opere

### Teatro
- Piccoli borghesi brava gente – Vallecchi, 1973
- Toscana libera – Guaraldi, 1975
- Resistenza pagina aperta – Città & Regione, n.5/1976
- Proposte di teatro – Il Ventaglio, 1983
- La corona d'oro, presentazione di Uta Treder – Piovan, 1988
- La casa davanti al mondo, presentazione di Sandra Teroni – Piovan, 1989
- L'ultimo profeta, presentazione di Paolo Emilio Poesio – Città di Vita, n.1/1991
- Lo scandalo, presentazione di Paolo Lucchesini – Città di Vita, n.1/1992
- L'appuntamento, presentazione di Roberto Incerti – Città di Vita, n.1/1993
- La promessa – Erba d'Arno, n.54/1993
- Teatro, prefazione di Anna Barsotti – Ponte alle Grazie, 1993
- Il presentimento – Erba d'Arno, n.56-57/1994
- L'uomo, la rosa e il silenzio – Pietraserena, n.21-22/1994
- Il quadro – Si scrive (numero unico), 1994
- Nebbia – Città di Vita, n.4/1996
- Il fiocco di neve – Ridotto, n.1-2/1997
- Il fiocco di neve – Erba d'Arno, n.63/1999
- La coscienza in scena, prefazione di Maria Carla Papini – Polistampa, 1996
- Nel nome del figlio – Ridotto, n.4/2001
- Villa Faust, presentazione di Francesco Tei – Sipario, n.633/2002
- La parola all'assassino, presentazione di Francesco Tei – Sipario, n.642/2002
- L'invasione, presentazione di Francesco Tei – Rivista di Studi Italiani, n.2/2002
- Le ore del Golgota (Oratorio) – Rivista di Studi italiani, n.1/2012
- La salvezza e il potere - Carlo V a Yuste, presentazione di Francesco Tei – Rivista di Studi Italiani, n.1/2015
- Il testimone, presentazione di Francesco Tei – Erba d'Arno, Autunno-Inverno 2015
- Nella pena del tempo, prefazione di Teresa Megale – Genesi, 2016
- Il mare e la conchiglia (da Derek Walcott), presentazione di Anna Ossani – Nuova Antologia, Marzo 2017
- Il poeta e la guagliona, introduzione di Anna Ossani – Nuova Antologia, Giugno 2018
- Il portico della felicità, introduzione di Francesco Tei – Erba d'Arno, n. 152-153/2018
- Il giorno del lutto (oratorio) – Città di vita, n.2/2019
- Il frate e lo scomunicato, introduzione di Francesco Tei – Nuova Antologia, Marzo 2019
- La porta del silenzio - David Maria Turoldo tra profezia e poesia, introduzioni di Gianfranco Ravasi, Angelo Gaccione e Francesco Tei – Nuova Antologia Dicembre 2019 (parte prima), Nuova Antologia Marzo 2020 (parte seconda)
- La mente e la colpa (al di sopra e al di sotto della storia: processo a Martin Heidegger) – Nuova Antologia Settembre 2020 (parte prima), Nuova Antologia Dicembre 2020 (parte seconda)

### Poesia
- “Mozione di sfiducia”, introduzione di Mario Luzi – Città di Vita, 1969
- “Uomo dentro la prova” – Vallecchi, 1971
- “La storia ha tempi lunghi” – Vallecchi, 1973
- “Itinerari della coscienza” – Marsilio, 1977
- “Dal deserto”, prefazione di Maria Luisa Spaziani – Vallecchi, 1977
- “Notizie dal mondo scomparso”, postfazione di Aldo Rossi e Giorgio Saviane – Vallecchi, 1979
- “Un evento tra i fatti” – Vallecchi, 1983 (Premio Marotta Stefanile, 1984)
- “Poesie d’amore”, introduzione di Walter Mauro – Lucarini, 1985
- “Le radici dello spirito” (Antologia 1950-1985) – Vallecchi: 1986 (prima edizione), introduzione di Giuliano Manacorda; 1992 (seconda edizione), introduzioni di Giuliano Manacorda e Geno Pampaloni
- “Nel sabato dell’eternità” – Amadeus, 1993 (Premio Alfonso Gatto, 1994)
- “La pietà della mente”, introduzione di Mario Specchio – Passigli, 2001 (Premio Gozzano, 2004)
- Perché fiorisce la rosa, introduzione di Anna Panicali – Passigli, 2005
- La cetra d'oro (Antologia 1950-2005), introduzione di Francesco de Nicola – Carabba, 2007
- Eternità delle rovine, introduzione di Gualtiero de Santi – Giuliano Ladolfi, 2011
- Nella grazia del tempo, postfazione di Giuseppe Langella – Aragno, 2017

### Poesie per musica
- Costellazione di Arianna, poemetto in sette movimenti – Musicato da Piero Luigi Zangelmi per soprano, violino e pianoforte. Prima esecuzione: Festival Lirico Internazionale Opera Barga, 23 Luglio 1987 - testo in Le radici dello spirito (Firenze, Vallecchi, 1992); partitura edita da Edipam (Roma, 1987).
- L'Ancella del Signore, testo per oratorio – Musicato da Piero Luigi Zangelmi per orchestra, cori, soli e voce recitante. Prima esecuzione: Firenze, chiesa di San Salvatore in Ognissanti, 23 Dicembre 1988 - testo poetico in Città di Vita (quaderno monografico n. 13, 1988).
- Le sere – Poesie musicate da Giampaolo Schiavo per canto e pianoforte. Prima esecuzione: Firenze, Hotel Excelsior, Novembre 1988 - testi (Per queste ultime sere, Antiche sere) in Le radici dello spirito, cit; partitura edita da Bèrben (Ancona, 1989).
- Sette poesie – Musicate da Vittorio Chiarappa per voce recitante e violoncello. Prima esecuzione: Firenze, Circolo Borghese, 1988 - testi (Metti glicini, Un fiore forse, Ti cercavo, Triste è perdere, Urbino, Il tempo ci ha inghiottito, Ed io che ti ho detto) in Poesie d'amore (Lucarini, Roma, 1985); partitura edita da Bèrben (Ancona, 1989).
- Pensiero di Dio – Musicate da Marco D'Avola per soprano, oboe e pianoforte. Prima esecuzione: Firenze, chiesa di San Felice a Ema, 25 Febbraio 1992 - testo in Le radici dello spirito, cit; partitura edita da Bèrben (Ancona, 1992).
- La meraviglia e il dubbio. Viaggio nel canto perduto – Musica di Riccardo Riccardi per soli, coro femminile ed ensemble cameristico. Prima esecuzione: Firenze, Palazzo Vecchio (Salone dei Cinquecento), 8 Maggio 1993 - testi (Narciso ed Eco, Nel cuore della notte, L'età dei miti) in Le radici dello spirito, cit.
- Il silenzio, Gli assenti, La voce del vento – Poesie musicate da Riccardo Luciani per soprano e strumenti. Prima esecuzione: Firenze, Sala di Sant'Apollonia, 3 Aprile 1992 - testi in Le radici dello spirito, cit.

### Narrativa
- “L’esistere e il vivere”, racconti – Vallecchi, 1976
- “Attesa della farfalla”, racconti – Vallecchi, 1982
- La punizione, racconti – Vallecchi, 1985
- “La creatura e l’ascolto”, racconti – Ponte alle Grazie, 1991
- “Racconti”, antologia di racconti, prefazione di Alberto Frattini – Baroni, 1998
- “La fiaccola”, racconti – Carabba, 2009
- Il paese dell'erica fiorita, romanzo – Carabba, 2011
- Incontri, racconti per bambini grandi e ragazzi piccoli, introduzione di Sabrina Fava – Rivista di Studi Italiani, Anno XXXVI, n. 1/2018

### Saggistica
- Jirì Pelikàn – Congresso alla macchia, documenti del XIV Congresso straordinario del Partito Comunista Cecoslovacco, prefazione di L. Lombardo Radice, traduzione dall'edizione francese e curatela di Renzo Ricchi – Firenze, Vallecchi, 1970
- La morte operaia – Guaraldi, 1974
- Lelio Lagorio – Una Regione da costruire, a cura di – Sansoni, 1975
- Problemi del lavoro nella Comunità Europea – Le Monnier, 1979
- Processo alle Regioni – Vallecchi, 1979
- Femminilità e ribellione (la donna nei poemi omerici e nella tragedia attica) – Vallecchi, 1987
- Jirì Pelikàn – L'ultima resistenza (l'atto più importante e dimenticato della Primavera di Praga), riedizione aggiornata di Congresso alla macchia, con interventi di Sergio Romano e Renzo Foa, traduzione dall'edizione francese e curatela di Renzo Ricchi – Roma, Liberal Libri, 1999
- Edmondo De Amicis fra tradizione e innovazione, a cura di – Rivista di Studi Italiani, Giugno 2009
- Lelio Lagorio - Lo statista e l'intellettuale. Atti del Convegno di sudio organizzato dal Consiglio regionale della Toscana, in collaborazione con la Fondazione di Studi Storici Filippo Turati - novembre 2018, a cura di – Edizioni dell'Assemblea, Firenze, 2019

### Antologie curate da Renzo Ricchi
- Dio nella poesia del Novecento (Antologia), a cura di – Firenze Libri, 1991
- Poeti in guerra - Mini antologia di poesie sul primo conflitto mondiale, a cura di – Rivista di Studi Italiani, Agosto 2016

## Traduzioni
Scelte antologiche delle sue poesie sono state tradotte e pubblicate in volume nella ex Jugoslavia, in Grecia, Turchia, Giappone, Irlanda, Stati Uniti d'America, Repubblica Ceca, Ucraina; ampie scelte antologiche tradotte in lingua tedesca e francese sono state pubblicate su Rivista di Studi Italiani.
Molti suoi testi teatrali sono stati tradotti in inglese e pubblicati in volume (Irlanda) o su riviste accademiche nordamericane; Rivista di Studi Italiani, nel 2008, ha pubblicato la traduzione in francese di alcuni suoi atti unici.
Nel 2010 l'University Studio Press di Salonicco ha pubblicato un'antologia dei suoi racconti tradotti da Zosi Zografidu.
In dettaglio:
- “Ou rises tou pnematos” (Le radici dello spirito), Salonicco, “Barbounakis” 1987, traduzione di Teofilos Bazas
- Saggio critico e poesie varie, Bucarest, “Luceafarul”, n.3/gennaio 1987, Alexander Balaci
- “San” (Il sogno, racconto), Zagabria, “Repubblika” n.3-4/1987, Boris H. Hrovat
- “Itilnire” (Incontro, racconto), Bucarest, “Orizont”, n.24/1987, Sandra Anghelescu
- “Ruhun Kokleri” (Le radici dello spirito, antologia poetica), prefazione di Anna Panicali, Ankara, Italyan Kultural Heyeti 1988, Muhittin Yilmaz
- “Kad iedna svezda umre” (Le radici dello spirito, antologia poetica), prefazione di Antonio Corsaro, Belgrado, Novo Delo 1988, Darinka Bacacic
- Poesie varie, Varsavia, “Literatura Na Swiecie” n.11-12/1989, Alexander Sambor
- Sette poesie, Bucarest, “Secolul 20” n.313-314-315/1989, Alexandru Balaci
- Poesia moderna italiana (antologia), Tokyo, Arte del Sabato 1991, Ikuko Washiyama
- “Valinta” (La scelta, racconto), Helsinki, “Settentrione”, Rivista di studi italo-finlandesi, V/1993, traduzione degli studenti del Corso di coordinamento della prof. Pauliina De Anna
- Poesie varie, Stony Brook (New York), “Forum Italicum”, Vol.28, n1/1994, Anne Kornfeld
- Poesie varie, Stony Brook (New York), Forum Italicum”, Vol. 29, n1/1995, Anne Kornfeld
- “Basne” (Poesie), Bratislava, Società Dante Alighieri 1996, Pavol Koprda
- “The Snow-Flake” (Il fiocco di neve, Atto unico), Stony Brook (New York), “Forum Italicum”, Vol.30, n.1/1996, Anne Kornfeld
- “Five One-Act Plays” (Cinque atti unici), Dublino, University College – Dep.of Italian 1996, Renzo D’Agnillo
- “Fog” (Nebbia, Atto unico), State University of New York at Sony Brook, “Gradiva” New Series, Vol.VI, n.15/1997, Anne Kornfeld
- “In the name of the son” (Nel nome del figlio, Atto unico), “Rivista di Studi Italiani”, University of Toronto, “Rivista di Studi Italiani” Anno XV, n.1/1997, Anne Kornfeld
- “Select Poems” (antologia poetica), Cork (Irlanda), Lee Abbey Press – Dept. Of Italian University College 1997, Catherine O’Brien
- “The dream” (racconto), traduzione di Anne Kornfeld, Stony Brook University (New York), “Forum Italicum”, Vol. 31, n.1/1997, Anne Kornfeld
- “Selected Poems” (antologia poetica), New York, Gradiva Publications 2000, Catherine O’Brien
- “The punishment”, (La punizione, racconto), “Differentia” – Rewiew of Italian thought, New York, n.8-9/1999, Anne Kornfeld
- “The last Prophet” (L’ultimo profeta, dramma), “Rivista di Studi Italiani”, University of Toronto, Dep. of Italian Studies, Anno XVII, n.2/1999, Anne Kornfeld
- “The Island” (L’isola, racconto), “Rivista di Studi Italiani”, University of Toronto, Dep.of Italian Studies, Anno XVIII, n.1/2000, Anne Kornfeld
- “Arcipelago” (poemetto), “Perché”, Serres (Grecia), n.303/2000, Teofilos Bazas
- “Poesie” (antologia), Kiev, Società Dante Alighieri 2001, Tatiana Karpenko
- “Villa Faust” (Villa Faust, dramma in tre atti, traduzione di Anne Kornfeld, “Rivista di Studi Italiani”, University of Toronto, Anno XX, n.1/2002, Anne Kornfeld
- “Poesie” (diciotto poesie), Università di Toronto, “Rivista di Studi Italiani”, Anno XXII, n1/2004, Heimar Wollmann
- “Cinque atti unici” tradotti in francese, a cura di traduttori vari, “Rivista di Studi Italiani”, Vol.XXIII, n.1/2005 (2008), traduzione in francese di autori vari
- “Cinque poesie”, “Carnet des Lierles” n.71-72/2008 (pubblicazione dell’Associazione “Humanisme et Culture Nicole Drano Stamberg”, Frontignan, Francia), Marie Christiane Robert
- “Antologia poetica in francese”, Toronto, “Rivista di Studi Italiani”, Giugno 2006 (2008), Marie Christiane Robert
- “Il primo amore e altri racconti”, Salonicco, University Studio Press 2009, a cura di Zosi Zografidou, traduzione in greco nell’ambito del Laboratorio di Traduzione Letteraria di Testi Italiani del Master Interuniversitario e Dipartimentale di Traduzione e Traduttologia dell’Università Nazionale Capodistriaca di Atene. (I testi tradotti tratti dal volume Racconti di Renzo Ricchi, Mauro Baroni Editore. Racconti tradotti: “Il primo amore”, “Guerra sui moreti”, “Festa”, “Incontro di pugilato”, “Il bacio”, “Fior di giaggiolo”, “L’ombrellino verde”, “Presagi”, “L’ombra”, “Lettera”, “L’albero e il tempo”, “L’abito da sposa”)
- Poesie d'amore di Renzo Ricchi, Rivista di Studi Italiani Agosto 2020, a cura di Anne Kornfeld

## Tesi di laurea su Renzo Ricchi
A partire dal 1996 la scrittura di Ricchi è oggetto di diverse tesi di laurea.
- Università degli Studi di Pavia, Scuola di Paleografia e Filologia musicale – Anno Accademico 1996/97: L'opera letteraria di Renzo Ricchi con particolare riguardo alla produzione teatrale, tesi di laurea di Lucia Ciresa; relatore prof. Ferruccio Monterosso.
- Università degli Studi di Urbino, Facoltà di Lettere e Filosofia – Anno Accademico 2001/02: Il teatro di Renzo Ricchi - Campioni per un'analisi, tesi di laurea di Benedetta Riccomi; relatore prof. Anna T. Ossani.
- Università degli Studi di Milano, Facoltà di Lettere e Filosofia – Anno Accademico 2007/08: Il teatro dell'anima di Renzo Ricchi, tesi di laurea di Sara Debora Riboldi; relatori prof. Mariagabriella Cambiaghi e prof. Alberto Bentivoglio.
- Università Cattolica del Sacro Cuore di Milano, Facoltà di Lettere e Filosofia – Anno Accademico 2016/17: Un deserto di disperazione: il cammino dell'Ultimo profeta di Renzo Ricchi, tesi di laurea di Francesca Peterlin; relatore prof. Giuseppe Langella.
- Università Cattolica del Sacro Cuore di Milano, Facoltà di Lettere e Filosofia – Anno Accademico 2017/18: La sfida della donna antica in Femminilità e ribellione di Renzo Ricchi, tesi di laurea di Diletta Apollo; relatore prof. Giuseppe Langella.
- Università Cattolica del Sacro Cuore di Milano, Facoltà di Lettere e Filosofia, corso di laurea in Filologia Moderna – Anno Accademico 2018/19: Declinazioni d'amore - un cammino a ritroso nella narrativa di Renzo Ricchi, tesi di laurea di Diletta Apollo; relatore prof. Giuseppe Langella.
- Università Cattolica del Sacro Cuore di Milano, Facoltà di Lettere e Filosofia, corso di laurea in Filologia Moderna – Anno Accademico 2018/19: Il teatro storico di Renzo Ricchi, tesi di laurea di Francesca Peterlin; relatore prof. Giuseppe Langella.